# Mystacides sandersoni
Mystacides sandersoni är en nattsländeart som beskrevs av Yamamoto och Ross 1966. Mystacides sandersoni ingår i släktet Mystacides och familjen långhornssländor. Inga underarter finns listade i Catalogue of Life.